# داني كيلي (مقدم تلفزيوني)
داني كيلي (بالإنجليزية: Danny Kelly)‏ هو مقدم تلفزيوني بريطاني، ولد في 23 ديسمبر 1956.